# Appeal to Reason
Appeal to Reason é o quinto álbum de estúdio da banda Rise Against, lançado a 7 de Outubro de 2008.
É o primeiro álbum com o guitarrista Zach Blair. Appeal to Reason alcançou o 3° lugar na Billboard 200 vendendo 65.000 mil cópias na primeira semana de vendas, ultrapassando o sucesso de Siren Song Of The Counter Culture e The Sufferer & The Witness.

## Faixas
Todas as faixas por Rise Against.
1. "Collapse (Post-Amerika)" - 3:19
2. "Long Forgotten Sons" - 4:01
3. "Re-Education (Through Labor)" - 3:42
4. "The Dirt Whispered" - 3:09
5. "Kotov Syndrome" - 3:05
6. "From Heads Unworthy" - 3:42
7. "The Strength to Go On" - 3:27
8. "Audience of One" - 4:05
9. "Entertainment" - 3:34
10. "Hero of War" - 4:13
11. "Savior" - 4:02
12. "Hairline Fracture" - 4:02
13. "Whereabouts Unknown" - 4:02
14. "Historia Calamitatum (Bonus Track)" - 3:23

| Críticas profissionais                                                      | Críticas profissionais |
| Avaliações da crítica                                                       | Avaliações da crítica  |
| Fonte                                                                       | Avaliação              |
| --------------------------------------------------------------------------- | ---------------------- |
| AbsolutePunk.net                                                            | (82%)                  |
| Allmusic                                                                    | [ 3 ]                  |
| The A.V. Club                                                               | (B)                    |
| Entertainment Weekly                                                        | (B)                    |
| PopMatters                                                                  | [ 6 ]                  |
| Rolling Stone                                                               | [ 7 ]                  |
| Sputnikmusic                                                                | [ 8 ]                  |
| Esta tabela precisa de ser acompanhada por texto em prosa. Consulte o guia. |                        |

## Paradas
| Parada (2008)                      | Posição |
| ---------------------------------- | ------- |
| Canadian Albums Chart              | 1       |
| Austrália                          | 7       |
| Alemanha                           | 21      |
| RIANZ                              | 34      |
| UK Albums Chart                    | 68      |
| Billboard 200                      | 3       |
| Top Rock Albums                    | 2       |
| Top Modern Rock/Alternative Albums | 2       |
| Digital Albums                     | 1       |

## Créditos
- Tim McIlrath – Vocal, guitarra rítmica
- Joe Principe – Baixo, vocal de apoio
- Brandon Barnes – Bateria
- Zach Blair – Guitarra, vocal de apoio